# Narząd podkolanowy

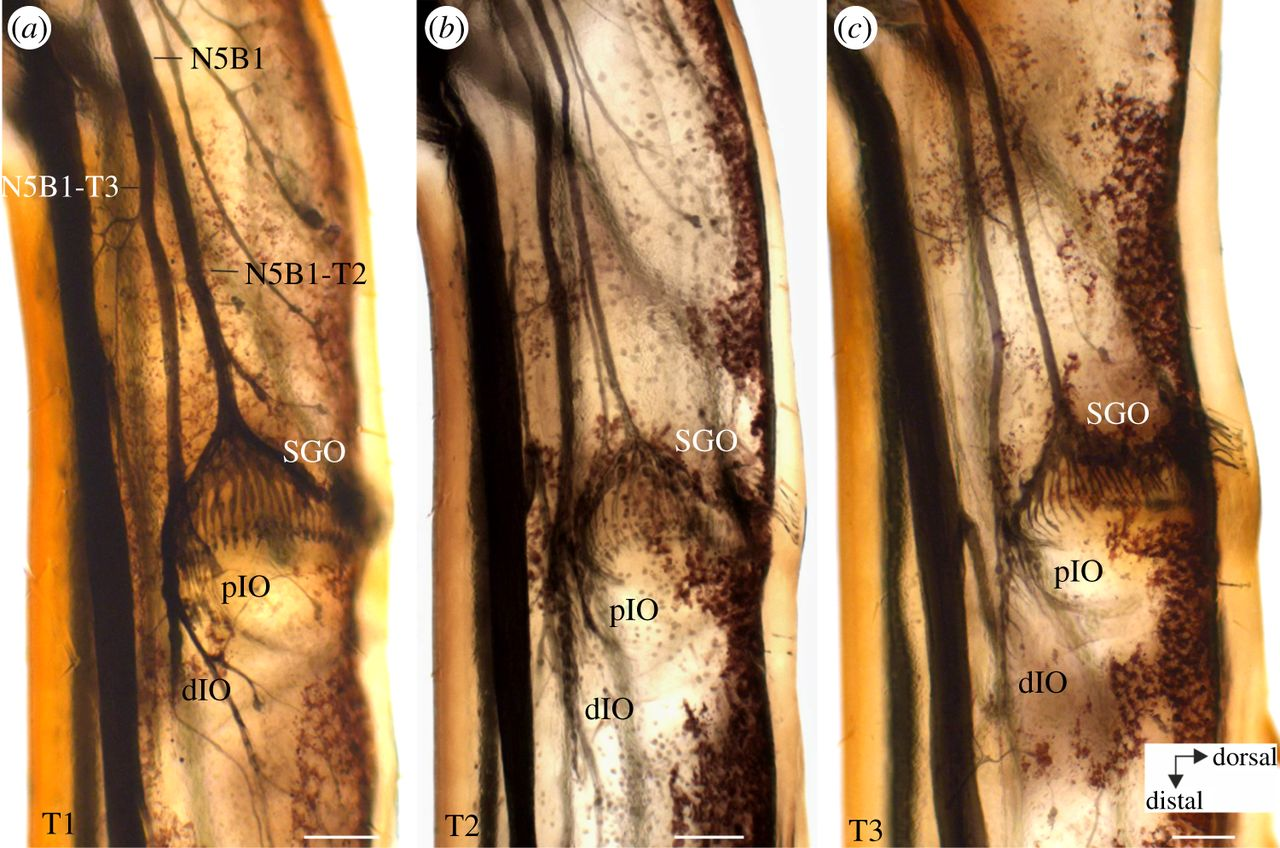
Neuroanatomia narządu podkolanowego u Troglophilus neglectus. Oznaczony jest on jako SGO, natomiast pIO to dosiebny narząd pośredni, a dIO to odsiebny narząd pośredni

Narząd podkolanowy (łac. organum subgenuale) – narząd zmysłu występujący u niektórych owadów. Położony jest w dosiebnej części goleni, pod kolanem i składa się z od 10 do 50 skolopidiów, rozmieszczonych na planie półkola.
Narząd ten jest odpowiedzialny głównie za percepcję wibracji podłoża, ale może odbierać także wysokie częstotliwości fal mechanicznych o wysokim natężeniu. Razem z narządem tympanalnym i narządem Johnstona współtworzą zmysł słuchu owadów.
Wrażliwość narządu podkolanowego różni się pomiędzy gatunkami. U prostoskrzydłych, błonkoskrzydłych i motyli sięga ona do 1 lub więcej kHz, podczas gdy u pluskwiaków kilkuset Hz. U karaczana wschodniego wynosi od 25 do 6000 Hz, z maksimum osiąganym około 1500 Hz.